# 佐賀県道36号武雄福富線
佐賀県道36号武雄福富線（さがけんどう36ごう たけおふくどみせん）は、佐賀県武雄市から杵島郡白石町に至る県道（主要地方道）である。

## 概要
武雄市橘町大字芦原から杵島郡白石町大字福富下分に至る。
国道34号の南部を通る。国道444号と併せて武雄市から佐賀市に至る国道34号の裏道に相当する。以前の終点は福富三差路交差点だったが、佐賀福富道路 福富ICの開通により、佐賀福富道路 福富ICまで延伸した。

### 路線データ
- 起点：佐賀県武雄市橘町大字芦原（鳴瀬橋東交差点、国道498号交点）
- 終点：佐賀県杵島郡白石町大字福富下分（道の駅しろいし付近、佐賀福富道路 福富IC）

## 歴史
- 1993年（平成5年）5月11日 - 建設省から、県道武雄福富線が武雄福富線として主要地方道に指定される[3]。
- 2014年（平成26年）3月25日 - 佐賀県告示第99号により、福富下分方面の道の駅予定地へ延伸指定[1]。
- 2021年（令和3年）7月24日 - 福富ICの開通により、佐賀福富道路とつながる[2]。
- 2024年（令和6年）1月30日 - 佐賀県告示第18号により、福富橋付近から旧福富三差路交差点の県道指定が解除される[4]。

## 路線状況

### 道路施設

#### 橋梁
- 医王寺橋（武雄市）
- 蔵堂橋（武雄市）
- 神辺橋（須古川、杵島郡白石町）
- 八郎橋（杵島郡白石町）
- 高橋（白石川、杵島郡白石町）
- 福田橋（白石川、杵島郡白石町）

#### 道の駅
- しろいし（杵島郡白石町）

## 地理

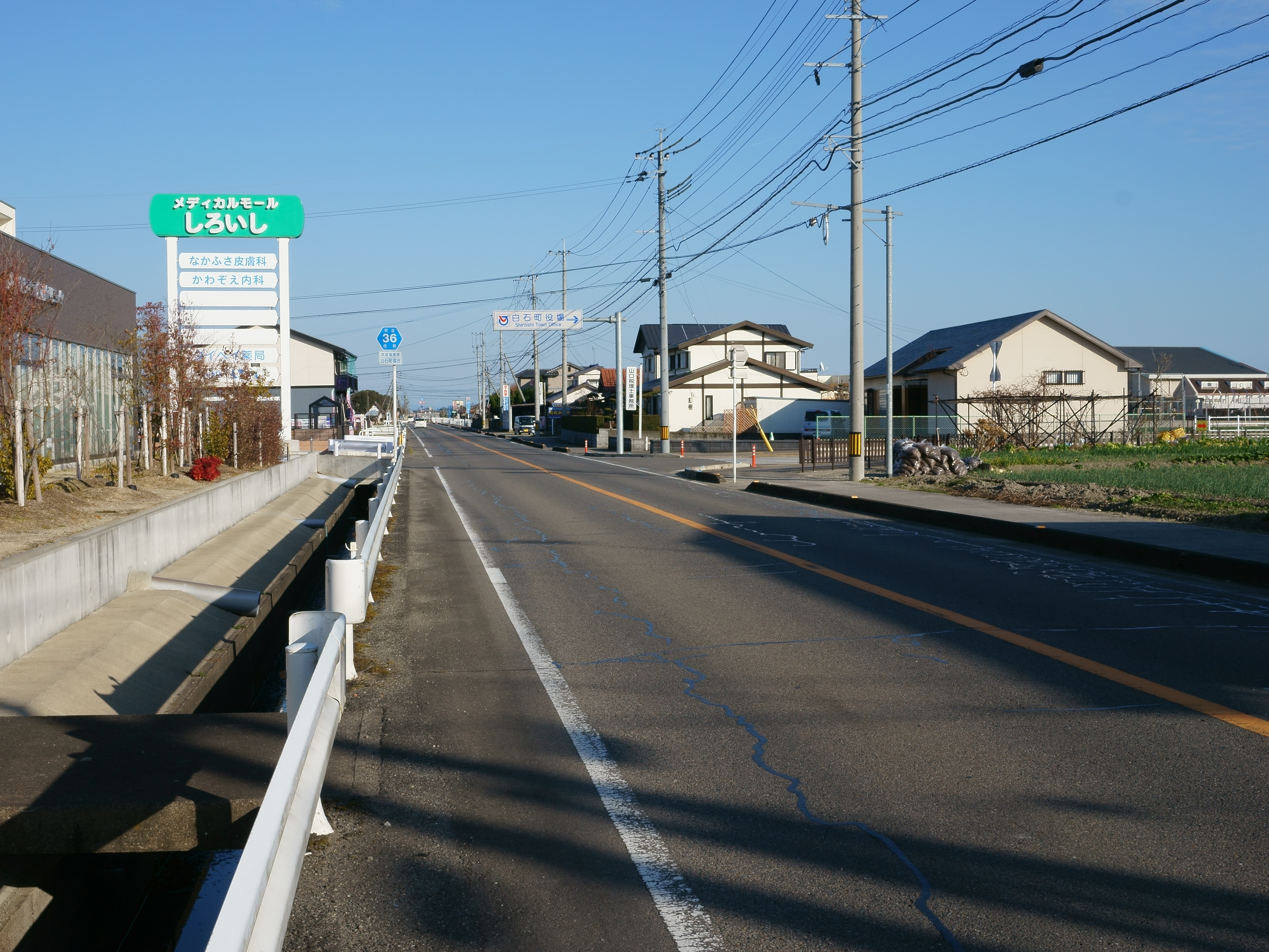
東に向かって
杵島郡白石町大字福吉

### 通過する自治体
- 武雄市
- 杵島郡白石町

### 交差する道路
| 交差する道路                  | 市町村名 | 市町村名 | 交差する場所         | 交差する場所          |
| ----------------------------- | -------- | -------- | -------------------- | --------------------- |
| 国道498号                     | 武雄市   | 武雄市   | 橘町大字芦原         | 鳴瀬橋東交差点 / 起点 |
| 佐賀県道214号白石大町線       | 杵島郡   | 白石町   | 大字大渡             | 白石町下蓑具交差点    |
| 佐賀県道351号久間大町線       | 杵島郡   | 白石町   | 大字馬洗（もうらい） | 白石町馬田交差点      |
| 佐賀県道227号肥前白石停車場線 | 杵島郡   | 白石町   | 大字福田             |                       |
| 国道207号                     | 杵島郡   | 白石町   | 大字福田             | 白石町大戸交差点      |
| 国道444号                     | 杵島郡   | 白石町   | 大字福富             | 福富干拓入口交差点    |
| 佐賀福富道路                  | 杵島郡   | 白石町   | 大字福富下分         | 福富IC / 終点         |

### 交差する鉄道
- 長崎本線

### 沿線
- 佐賀県立白石高等学校 普通科キャンパス
- 白石町立六角小学校
- JR九州長崎本線 肥前白石駅
- 白石町立白石小学校